# لويس مولت
لويس مولت (بالإنجليزية: Louis Moult)‏ (مواليد 14 مايو 1992 في ليك - إنجلترا) لاعب كرة قدم إنجليزي يلعب حاليا لصالح نادي الدرجة الممتازة ستوك سيتي الإنجليزي منذ 2009 في مركز المهاجم .

## روابط خارجية
- لويس مولت على موقع قاعدة بيانات كرة القدم.إي يو (الإنجليزية)
- لويس مولت على موقع Soccerbase.com (لاعب) (الإنجليزية)
- لويس مولت على موقع Soccerway.com (الإنجليزية)
- لويس مولت على موقع عالم كرة القدم.نت (الإنجليزية)
- لويس مولت على موقع كووورة